# Malden (Massachusetts)
Malden è una città degli Stati Uniti d'America facente parte della contea di Middlesex nello stato del Massachusetts.

## Località
Nel territorio comunal di Malden sono comprese le seguenti località:
- Bellrock
- Edgeworth
- Faulkner
- Ferryway
- Forestdale
- Linden
- Maplewood
- West End